# Manuela Mölgg
Manuela Mölgg (Bruneck, 28 augustus 1983) is een Italiaanse alpineskiester die is gespecialiseerd in de slalom en de reuzenslalom. Ze nam tweemaal deel aan de Olympische Spelen en haalde hierbij geen medaille. Haar oudere broer Manfred Mölgg is ook een alpineskiër.

## Biografie
Manuela Mölgg maakte haar debuut in de Wereldbeker alpineskiën in december 2000 op de slalom in Sestriere. Ze behaalde nog geen overwinningen in een wereldbekerwedstrijd.
In november 2004 behaalde ze haar eerste podium in een wereldbekerwedstrijd toen Mölgg als tweede eindigde op de slalom in Aspen. Tijdens de winter 2007/2008 eindigde ze als derde in de eindstand van de wereldbeker op de reuzenslalom.

## Resultaten

### Titels
- Italiaans kampioene reuzenslalom – 2002, 2006
- Italiaans kampioene slalom - 2006

### Wereldkampioenschappen
| Jaar | Plaats                 | Resultaten                    |
| ---- | ---------------------- | ----------------------------- |
| 2003 | Sankt Moritz           | 7e Reuzenslalom 15e Slalom    |
| 2007 | Åre                    | 11e Reuzenslalom 20e Slalom   |
| 2009 | Val d'Isère            | DNF1 Reuzenslalom DSQ2 Slalom |
| 2011 | Garmisch-Partenkirchen | 6e Reuzenslalom 6e Slalom     |
| 2013 | Schladming             | 11e Reuzenslalom 25e Slalom   |
| 2015 | Vail/Beaver Creek      | 20e Reuzenslalom DNF2 Slalom  |
| 2017 | Sankt Moritz           | 6e Reuzenslalom DNF1 Slalom   |

### Olympische Spelen
| Jaar | Plaats      | Resultaten                   |
| ---- | ----------- | ---------------------------- |
| 2006 | Vancouver   | 19e Slalom DNF1 Reuzenslalom |
| 2010 | Vancouver   | 11e Slalom 17e Reuzenslalom  |
| 2018 | Pyeongchang | 8e Reuzenslalom 23e Slalom   |

### Wereldbeker

#### Eindklasseringen
| Seizoen   | Algm | SL  | RS    | SG  | SC  |
| --------- | ---- | --- | ----- | --- | --- |
| 2002/2003 | 57e  | 33e | 34e   | 54e | 11e |
| 2003/2004 | 59e  | 40e | 22e   | -   | -   |
| 2004/2005 | 35e  | 17e | 26e   | -   | -   |
| 2005/2006 | 39e  | 26e | 19e   | -   | 28e |
| 2006/2007 | 23e  | 19e | 8e    | -   | -   |
| 2007/2008 | 18e  | 21e | Brons | -   | -   |
| 2008/2009 | 15e  | 15e | 5e    | -   | -   |
| 2009/2010 | 22e  | 15e | 7e    | -   | -   |
| 2010/2011 | 22e  | 9e  | 14e   | -   | -   |
| 2011/2012 | 29e  | 13e | 22e   | -   | -   |
| 2012/2013 | 72e  | 40e | 35e   | -   | -   |
| 2013/2014 | 46e  | 41e | 18e   | -   | -   |
| 2014/2015 | 39e  | 25e | 17e   | -   | -   |
| 2015/2016 | 40e  | 26e | 15e   | -   | -   |
| 2016/2017 | 30e  | 27e | 9e    | -   | -   |
| 2017/2018 | 32e  | 36e | 7e    | -   | -   |